# Gadopentetat-Dimeglumin
Gadopentetat-Dimeglumin ist ein Arzneistoff, der als Kontrastmittel in der Magnetresonanztomografie (MRT) verwendet wird. Es handelt sich um das Dimegluminsalz der Gadopentetsäure (Gd-DTPA). Die darin enthaltenen Ionen des Seltenerdmetalls Gadolinium verstärken den Kontrast in der Bildgebung.

## Aufbau und Wirkprinzip des Kontrastmittels
Gadopentetsäure ist ein Chelatkomplex aus Gadolinium-Ionen und dem Komplexbildner Diethylentriaminpentaessigsäure (DTPA). Der Komplex ist äußerst fest und sehr stabil, denn freie, nicht komplexierte Gadolinium-Ionen sind für den menschlichen und die meisten tierischen Organismen toxisch. Die Komplexbildungskonstante von DTPA liegt, bei einem pH-Wert von 7, oberhalb von 1020.
Gadolinium hat auf der äußeren Elektronenschale (f-Schale) sieben ungepaarte Elektronen, die dem Element einen starken Paramagnetismus verleihen. Protonen, wie sie im Wasser von Körperflüssigkeiten vorkommen, relaxieren in der Nähe zu Gadolinium deutlich rascher. Insbesondere die sogenannte T1-Zeit wird durch Gadolinium erheblich verkürzt. Bereiche, in denen sich das Kontrastmittel anreichert, werden daher in T1-gewichteten Bildern heller dargestellt als andere Strukturen. Dadurch wird die Bildqualität einer MRT-Aufnahme erheblich verbessert.
Als hochpolares und relativ großes Molekül ist Gadopentetsäure bei einem gesunden Menschen nicht in der Lage, die Blut-Hirn-Schranke zu überwinden, nachdem es intravenös verabreicht wurde. Bei einigen Erkrankungen wie bei einem Glioblastom kann es jedoch die geschädigte Blut-Hirn-Schranke überwinden und in das erkrankte Gewebe eindringen. Somit ist es möglich, eine genauere Informationen über die Art und Lage des Tumors zu gewinnen. Auch grenzt sich der Tumor in der Bildgebung besser gegenüber dem gesunden Gewebe ab. Der Effekt der Überwindung der Blut-Hirn-Schranke ist ein wichtiges Diagnoseverfahren für Gehirntumoren.
In der Gelenkdiagnostik wird Gadopentetat-Dimeglumin in den Gelenkinnenraum (intraartikulär) verabreicht.
Gadopentetsäure diffundiert nach intraartikulärer Gabe rasch ins Blut und den Extrazellularraum. Von dort wird sie fast vollständig über die Nieren ausgeschieden, die Halbwertszeit beträgt circa 1,5 Stunden.

## Nebenwirkungen
Gadopentetat-Dimeglumin ist sehr gut verträglich. Allergische oder allergiforme Reaktionen treten selten (bei 0,1 – 0,01 Prozent der Behandelten) auf. Bei Patienten mit Funktionsstörungen der Nieren kann eine nephrogene systemische Fibrose ausgelöst werden. Bei solchen Patienten sollte von einer Kontrastmittelgabe abgesehen werden.
Die Kernspintomografie ist während der Schwangerschaft unbedenklich. Hingegen führt die Gabe von Gadolinium-haltigem Kontrastmittel zu einer deutlich erhöhten Todesrate des Neugeborenen bei oder nach der Geburt mit einer Hazard ratio (HR) von 3,7 und zu einer erhöhten Wahrscheinlichkeit rheumatologischer, inflammatorischer und dermatologischer Erkrankungen mit einer Hazard ratio von 1,36. Daher sollte in der Schwangerschaft bei einer notwendigen Kernspintomografie kein Kontrastmittel eingesetzt werden.
Im Juli 2015 veröffentlichte die Food and Drug Administration eine Empfehlung, wonach Gadolinium-haltige Kontrastmittel nur bei Untersuchungen eingesetzt werden sollen, in denen sie einen diagnostischen Vorteil verschaffen. Grund dafür waren Hinweise auf Ablagerungen von Gadolinium-Verbindungen im Gehirn von Patienten nach mindestens viermaliger Anwendung des Kontrastmittels; ein eventueller Einfluss auf die Gesundheit ist derzeit nicht bekannt und Gegenstand von Untersuchungen. Im Juli 2017 empfahl die europäische Arzneimittelagentur den Mitgliedstaaten, Zulassungen von Gadopentetat-Dimeglumin und weiterer gadoliniumhaltiger Kontrastmittel mit linearer Struktur für die systemische Anwendung auszusetzen. Die deutsche Behörde setzte diese Empfehlung mit Wirkung zum 28. Februar 2018 um.

## Ökologische Aspekte
Das in Gadopentetat-Dimeglumin und anderen Kontrastmitteln enthaltene Seltenerdmetall Gadolinium wurde 2019 in Deutschland im Trinkwasser nachgewiesen.

## Entwicklungsgeschichte
Das Diagnostikum Gadopentetat-Dimeglumin wurde 1981 bei der Schering AG von der Arbeitsgruppe von Hanns-Joachim Weinmann entwickelt und 1988 unter dem Namen Magnevist als erstes Kontrastmittel für die Magnetresonanztomografie zugelassen. Obwohl es inzwischen eine Vielzahl verschiedener zugelassener Modifikationen (sowohl am DTPA selbst, als auch völlig andere Gadolinium-Chelatoren) gibt, war es bis zur Einschränkung der Zulassung, die 2018 wirksam wurde, das am meisten verwendete Kontrastmittel in der MRT. Zeitweise wurden bis 50 % aller Kernspinaufnahmen in Deutschland mit Gadopentetat-Dimeglumin durchgeführt.
Von 1984 bis 2005 wurde das Mittel fast 60 Millionen Mal weltweit angewendet. Die Schering AG erzielte damit im Jahr 2005 einen Umsatz von über 300 Millionen Euro.
Seit Patentablauf Ende 2007 wurden kostengünstigere Generika eingeführt.

## Handelsnamen
Monopräparate

Gado-MRT (D), Magnevist (D, CH), Magnograf (CH), MR-Lux (D, CH), Magnegita/Gadopentetat Insight (D, A, CH)